# Дзин Кадзама
Дзин Кадзама (яп. 風間 仁 Кадзама Дзин, ромадзи: Jin Kazama) — персонаж из серии игр Tekken, начиная с третьей части является её ключевым действующим лицом и одним из наиболее узнаваемых персонажей серии: его изображение размещалось на упаковках консольных версий всех игр, начиная с Tekken 3, в которой он впервые появился. С самого первого появления его голосом выступает Иссин Тиба, что делает Дзина единственным персонажем в серии, которого озвучивает один и тот же актёр.
Обученный своим дедом Хэйхати Мисима, Дзин принимает участие в турнире «Король Железного Кулака», чтобы отомстить убийце его матери Дзюн Кадзама. Тем не менее, во время турнира было выявлено, что Дзин является носителем  дьявольского гена (яп. デビルの血 Debiru no Chi), генетической аномалии в его теле. Хэйхати, желая обладать этой силой, предаёт внука. Также Дзин противостоит своему отцу, Кадзуе Мисиме, от которого он и унаследовал ген. В ходе сражения с ними, Дзин теряет контроль над дьявольским геном, что приводит к трансформации в его альтер эго под названием Дьявол Дзин (яп. デビル仁 Debiru Jin), впервые представленное в Tekken 3, а затем, в качестве играбельного персонажа, — в Tekken 5. Кроме того, он является школьным другом Лин Сяоюй.
Помимо игр, Дзин появляется в полнометражном и художественном фильмах, основанных на серии Tekken. Дзин был создан, чтобы стать главным героем игровой серии, чьи постоянные конфликты с членами семьи со временем превратили его в антигероя, согласно словам продюсера Bandai Namco Кацухиро Харады. Дзин был позитивно принят критиками и общественностью.

## Создание и дизайн
Основатель серии Tekken Кацухиро Харада назвал Дзина Кадзаму своим любимым персонажем наряду с Хэйхати Мисимой, объясняя свой выбор тем, что всё повествование ведётся от лица Дзина, поскольку тот является главным героем. Изначально Дзин представляет собой невинного юношу, который со временем меняется под влиянием порочного общества, превращаясь в одного из величайших злодеев, созданных Харадой за последние десять лет. Он был создан согласно концепции «трагического героя», погружающегося во тьму по мере развития сюжета. Несмотря на это, разработчики также хотели сделать его непоколебимым в своих взглядах героем. К моменту превращения Дзина в антагониста серии в Tekken 6, Харада мотивировал игроков пройти режим «Кампания», чтобы исследовать тёмную сторону Кадзамы, а также наблюдать за его взаимодействием с новым персонажем, Ларсом Александерссоном. В ответ на утверждение о сложном и запутанном сюжете Tekken, Харада заявил, что он сводится к простой конфронтации членов семьи Мисима.
В Tekken 7 Дзин становится скрытым субб-боссом в режиме «Аркады» и, по словам Харады, является трудно разблокируемым для игры персонажем. В Tekken 5 он носит специальный костюм, разработанный Мицуми Иноматой: расстёгнутая белая куртка с широкими чёрными рукавами, достигающая пупа и содержащая изображение синего пламени вместе с белыми штанами. В Tekken 6 он заменил свой комбинезон на длинное чёрное пальто, похожее на то, что он носил в финале Tekken 5. Дизайн альтернативного костюма Дзина в Tekken 6 был спроецирован CLAMP, группой из четырёх японских мангак. До официального подтверждения появления Дзина в Tekken 7 многие игроки спрашивали Хараду о судьбе персонажа после битвы с Азазелем. Харада воздержался от ответа, но заявил, что Tekken 7 станет хорошим продолжением серии, с участием Дзина или без него.
При создании фильма Tekken: Blood Vengeance сценарист Дай Сато с самого начала планировал добавить в сюжет противостояние Дзина и Кадзую, которое, по его мнению, было настоящей «усладой для глаз», как и в случае с конфронтацией сестёр Уильямс. В то же время, в течения повествования у Дзина и Сяоюй завязываются близкие отношения, однако Сато не захотел уделять много времени романтике. Вместо этого, сценарист планировал использовать эти дуэты для игры в спин-оффе Tekken Tag Tournament 2, геймплей которой базируется на парных поединках.
По словам Джона Фу, ему выпала большая честь исполнить роль Дзина Кадзамы в художественном фильме, основанном на серии. Актёр признался, что является большим фанатом игр Tekken. Тем не менее, по словам актёра, ему тяжело далась подготовка к роли, поскольку в течение трёх месяцев он сидел на специальной диете, чтобы самостоятельно исполнить трюки на большом экране. На съёмках Фу случайно ранил Кунга Ле, однако режиссёр картины Дуайт Литтл отметил типичность подобных ситуации во время производства фильмов о боевых искусствах.

### Геймплей
Из-за статуса Дзина в качестве главного протагониста серии, движения персонажа были сбалансированы до такой степени, чтобы в его арсенале не было однозначно сильных и слабых атак, что привело к трудностям при создании дизайна. Поскольку боевой стиль Дзина не имеет реального прообраза, большинство из его приёмов карате было создано разработчиками игры. Рю Нарусима, будучи квалифицированным пользователем карате, выступил актёром захвата движения Дзина.
В своих первых появлениях Дзин использовал движения своих родителей — Дзюн Кадзамы и Кадзуи Мисимы, представляющие собой комбинацию «самообороны семьи Кадзамы» и «боевого карате Мисимы». Эти приёмы использовались им в Tekken 3 и Tekken Tag Tournament, однако начиная с четвёртой части серии персонаж применяет традиционное карате. Дзин Кадзама часто признаётся лучшим играбельным персонажем Tekken 4. Дьявол Дзин объединяет все боевые приёмы предыдущих воплощений Дзина, что делает его более сильным бойцом, чем оригинал. По словам Кацухиро Харады, Дьявол Дзин является «промежуточным звеном между» Дзином и Хэйхати по степени освоения персонажей. Разработчики файтинга-кроссовера Street Fighter X Tekken отметили, что Дзин в состоянии легко контратаковать движения противника.

## Появления

### СерияTekken
Первое появление Дзина состоялось в Tekken 3, где он был представлен как мальчик «утверждающий, что он — внук Хэйхати Мисимы», чьими родителями были Дзюн Кадзама и Кадзуя Мисима. Дзин воспитывался матерью, до того момента, когда она подверглась нападению со стороны Огра и исчезла. Поклявшись отомстить, Дзин начал тренироваться со своим дедом Хэйхати Мисимой. Во время третьего турнира «Король Железного Кулака» Дзин победил Огра, но был предан Хэйхати. Это привело к пробуждению Дьявола Дзина, который помог ему пережить нападение Хэйхати и скрыться.
В Tekken 4, после предательства Хэйхати, Дзин возненавидел себя и стал относиться с презрением ко всему, что связано с семьёй Мисима. По окончании изучения нового стиля каратэ в течение двух лет, Дзин принял участие в четвёртом турнире «Железного Кулака», где он должен был сразиться со своим отцом в седьмом раунде, но был схвачен солдатами Tekken Force и доставлен в Хонмару. Хэйхати привёл туда Казую, который попытался разбудить Дьявола в нём. Трансформировавшись в свою дьявольскую форму, Дзин победил отца и деда, после чего собирался убить их, но был остановлен духом Дзюн. Пощадив своих родственников, Дзин улетел в неизвестном направлении.

Дьявол Дзин в Tekken Tag Tournament 2.

В попытках контролировать свой дьявольский ген, Дзин принял участие в пятом турнире «Железного Кулака», хозяин которого, его прадед Дзинпати Мисима был ответственен за преобразование Дзина. Во время турнира Дзин столкнулся со своим соперником Хвараном, проиграв ему в обычном состоянии, из-за чего ему пришлось использовать силу Дьявола. Дзин продолжил свой путь и дошёл до финала, где и встретил своего прадеда, Дзинпати Мисиму. После победы над Дзинпати, Дзин стал главой корпорации Мисима Дзайбацу. Кроме того, в Tekken 5 Дьявол Дзин впервые дебютировал в качестве играбельного персонажа и суббосса. В случае прохождения истории за дьявольскую форму Дзина появляется альтернативный финал, в котором он  поглощает силу Дзинпачи. Вскоре происходит ужасная трансформация — его кожа чернеет,рога удлиняются, тело покрывается шерстью, а сам монстр начинает рычать от боли и пробудившийся в нём разрушительной силы.
Во время Tekken 6 Дзин начал использовать компанию для завоевания мира, погрузив его в мировую войну. Он провёл шестой турнир «Железного Кулака» с целью избавления от Кадзуи и своих врагов. Так же, как и в случае с его дьявольской формой в Tekken 5, Дзин является суббоссом 8-го этапа, постоянно пребывая в режиме ярости. Помимо этого, Дзин Кадзама является главным антагонистом в режиме «Кампания». Со временем Дзин понял, что незнакомый голос в его голове принадлежал не Дьяволу, а Азазелю — могущественному божеству, которое пробудилось благодаря первой стычке Казуи и Дзина. Азазель существовал лишь в духовной форме, для обретения физической мощи ему требовалось огромное количество тёмной энергии. Увидев мощь Дьявола, Азазель сделал Дзина своим слугой, так как он был более уязвим для влияния Дьявола. Понимая, насколько будет опасен Азазель для человечества, Дзин позволил ему обрести воплощение в физической форме, чтобы самому уничтожить его. Несмотря на вмешательство своего дяди, Ларса Александерссона, который сумел победить Азазеля, Дзин понимал, что божество ещё не уничтожено. Когда Азазель вновь возник перед ними, более могущественный, чем раньше, Дзин пояснил, что Азазеля может уничтожить только тот, в ком течёт кровь Дьявола. Призвав всю Дьявольскую мощь, Дзин уничтожил Азазеля, нанеся ему удар в грудь и, столкнув его в пропасть, упал вместе с ним. Неизвестно на данный момент, остался ли он жив. Однако тело Дзина было найдено посреди пустыни сотрудниками Международной службы безопасности во главе с Рэйвеном.
Дзин появляется в Tekken 7 в качестве суббосса, заменив Хэйхати Мисиму после соблюдения определённых требований. Тем не менее, в обновлённой аркадной версии игры и консольных портах он перестал быть суббоссом. В режим «История» коматозное тело Дзина было обнаружено силовыми структурами ООН и переправлено в вертолёт, до тех пор, пока вновь не активизировался его дьявольский ген. Очнувшись в ослабленном состоянии, Дзин начал блуждать по пустыне на Среднем Востоке. Впоследствии он был загнан в угол преследующими его солдатами, но дьявольский ген вновь помог ему избежать пленения. Затем он прибыл на рынок, где был спасён Ларсом и доставлен в отделение Violet Systems, принадлежащее его дяде Ли Чаолану. Придя в себя после смерти Хэйхати, Дзин объединился с Ларсом, чтобы найти и убить Кадзую, будучи единственным человеком, способным победить своего отца.

### Другие игры
Вне основной серии Дзин появляется в Tekken Card Challenge и Tekken Tag Tournament. В своём эндинге он побеждает Кадзую, но ему не удаётся убить его из-за дрожи тела. В Tekken Tag Tournament 2 он убивает врага, напоминающего его мать, который затем принимает облик Дзюн. После её исчезновения, он трансформируется в свою дьявольскую форму и улетает. В эндинге Дьявола Дзина он пытается покинуть планету, но его останавливает дух Дзюн. Некоторое время спустя он приходит в себя на пляже, где его находят солдаты. Помимо этого Дзин появляется в Tekken Advance, Tekken R, Tekken Resolute, Tekken Bowl, Tekken Pachinko Slot 2nd, Tekken 3D: Prime Edition, Tekken Card Tournament, Tekken Revolution, Tekken Arena, CR Tekken and Tekken Pachinko Slot 3rd.
Кроме серии Tekken, Дзин появляется в кроссовере Namco X Capcom, где по сюжету объединяется с Рю и Кэном Мастерсом из Street Fighter, чтобы победить Дьявола Кадзуя. В Street Fighter X Tekken Дзин является играбельным персонажем, где его напарницей выступает Лин Сяоюй. Также они появляются в Project X Zone, где объединяют усилия с Рю и Акирой Юки из Virtua Fighter, чтобы остановить Сета. Он возвращается в сиквеле игры, Project X Zone 2, где его напарником становится Кадзуя.
Он и Рю (а также их альтер эго Дьявол Дзин и Злой Рю) были показаны на промоизображении Tekken X Street Fighter, анонсированной на выставке Gamescom в 2010 году. Костюм Дьявола Дзина доступен в загружаемом контенте для другого файтинга, созданный Namco Bandai — SoulCalibur V. Несмотря на его отсутствие в игре, Дзин упоминается в PlayStation All-Stars Battle Royale. Помимо этого, изображение Дзина появляется в рамках загружаемого контента в игре Ace Combat: Assault Horizon.

### В других медиа
Вне серии игр, маленький Дзин появляется в конце аниме Tekken: The Motion Picture, где он разговаривает со своей матерью. Его роль в серии была также показана в манге Tekken Comic и романе Tekken: The Dark History of Mishima.
Также она появляется в анимационного фильме Tekken: Blood Vengeance. В нём, после событий Tekken 5 Дзин снова пытается победить Хэйхати и Кадзую и сражается с ними в финале. Ему удаётся одержать победу при помощи Алисы Босконович, после чего он выражает надежду, что его подруга Лин Сяоюй остановит его в следующем турнире.
В художественном фильме  «Теккен» 2009 года роль Дзина исполняет Джон Фу. Эта версия значительно отличается от игровой, поскольку Дзин никогда не воспитывался Хэйхати, а его мать была убита во время нападения корпорации Tekken на повстанцев. Он является незаконнорождённым сыном Кадзуи Мисимы и говорит с английским акцентом (так как Фу — англичанин). По сюжету персонаж становится участником турнира «Железный Кулак», где хочет отомстить своему деду и главе корпорации Хэйхати Мисиме за убийство своей матери Дзюн, однако впоследствии узнаёт, что за это был ответственен Кадзуя. Во время участия в турнире он влюбляется в Кристи Монтейру и формирует союз со Стивом Фоксом, Рэйвеном и даже самим Хэйхати, когда его свергает Кадзуя. Также он побеждает Мигеля Рохо, Ёсимицу и Брайана Фьюри, прежде чем добраться до Кадзуи. Несмотря на победу, Дзин отказывается убить отца.
Также персонаж появлялся в короткометражке Street Fighter X Tekken: The Devil Within, где главную роль исполнил Брендон Хьюр. Также он появляется в короткометражном фильме Tekken X Street Fighter: Challenger, в исполнении Кена Люна. Кроме фильмов, в день релизов игр Tekken 3 и Tekken 4 продавались фигурки с Дзином.
Дзин, вновь озвученный Тибой, является главным героем аниме Tekken: Bloodline, представляющего собой вольную адаптацию событий Tekken 3.

## Отзывы и мнения
Персонаж получил в основном положительные отзывы от критиков и издательств. В 1997 году редакция японского журнала «Gamest» составила список наиболее популярных игровых персонажей, в котором Дзин занял 31-е место, разделив его с двумя героями серии Street Fighter. Журнал Game Informer составил список 10 персонажей из серии файтингов, где Дзин оказался на четвёртом месте. Его также сравнили с персонажем из Звёздных воин — Люком Скайуокером. Согласно информации сайта IGN, Дзин был одним из главных кандидатов на роль главного героя в фильме-экранизации, так как в игре ему удалось стать «фокусной точкой». Однако в результате предложение было отклонено ввиду того, что крайне сложно создать хороший фильм по мотивам игры в жанре файтинг. Сайт Gaming Target назвал его четвёртым любимым персонажем в Tekken, чья главная особенность — сочетание героических и демонических качеств, что является основным отличием от остальных героев. Ввиду того, что Tekken является одним из наиболее популярных эксклюзивов для консолей серии PlayStation, Дзин, будучи главным героем франшизы, часто признаётся талисманом PlayStation.
Специальные приёмы Дзина и изменение его боевого стиля в серии, в частности в Tekken 4, неоднократно подвергались критике. Как было отмечено Леоном Хантом в его книге Kung Fu Cult Masters, изначально персонаж использовал движения своих родственников, однако, начиная с Tekken 4, его боевой стиль претерпел значительные изменения, что символизирует желание Дзина отличаться от Кадзуи и Хэйхати. GameSpot разделил подобные мнения, назвав Дзина одним из самых изменившихся персонажей в Tekken 4. Другие издательства, такие как IGN и Computer and Video Games отметили различия между воплощениями Дзина из Tekken 3 и Tekken 4, однако по-разному восприняли изменения персонажа. В то время как IGN нашёл такие перемены интересными, поскольку они открывали возможность для изучения новых движений, Computer and Video Games раскритиковал изменения, поскольку игрокам приходилось заново осваивать персонажа, из-за чего их прошлым опыт управления им потерял актуальность. Несмотря на это, Computer and Video Games назвал Дзина «самым первоклассным персонажем» Tekken 4 из-за его сбалансированных движений. Старший руководитель Capcom Сет Киллиан назвал персонажа настолько сильным, что постоянные поражения от него вынудили его проститься с серией Tekken. Говоря о боевом стиле Дзина в Tekken 5, GameSpy призвал игроков быть более терпеливыми, играя за него, поскольку персонаж лишился своих мощных ударов. Из-за этого сайт посоветовал игрокам выбрать форму Дьявола Дзина, использующую его оригинальные приёмы. Дьявол Дзин когда-то был изображён на обложке романа Стивена Кинга, к большому удивлению Кацухиро Харады. В игровой серии Дзин был тесно связан с Лин Сяоюй. Это привело к неоднократным расспросам фанатов относительно их потенциальных романтических отношений, однако Харада воздержался от ответа.
В GamesRadar назвали бой между Дьяволом Дзином и Злым Рю одним из самых ожидаемых в предстоящем Street Fighter X Tekken, поскольку оба являются злобными альтер эго двух ведущих персонажей соответствующих серий, а также из-за схожих конструкций и перемещений в их первоначальных формах. GamesRadar также заявил, что «после смерти Кадзуи, Дзин заменил его в качестве главного персонажа серии Tekken в Tekken 3». Den of Geek назвал Дзина девятым самым сексуальным персонажем видеоигр. MenxXP назвал Дзина одним из «самых стильных персонажей видеоигр». Complex поставил Дзина на 28-е место среди «доминирующих» персонажей файтингов. В официальном опросе, проведённом Namco, Дзин занял 5-е место среди наиболее востребованных персонажей из Tekken X Street Fighter, получив 13,02 % голосов, в то время как его форма Дьявола Дзина получила 5,54% голосов. GamesRadar назвал Дьявола Дзина 15-м «лучшим открываемым персонажем», заявив: «Дьявол Дзин поражает врагов каратэ Мисима высокого уровня, полным ударов дракона, пинков цунами и 10-кратным комбо. До мозга костей». В 2014 году WhatCulture оценил Дзина как 11-го величайшего персонажа файтингов, назвав его «лицом франшизы Tekken». В 2015 году WhatCulture оценил дьявольскую татуировку Джин как «3-ю знаменитую татуировку в видеоиграх». Prima Games поместил «Laser Scraper» Дзина на 30-е место в списке «величайших приёмов в видеоиграх в истории». Крис Хоудли из VentureBeat назвал Дзина одним из «лучших (и худших) клонов файтингов». 4thletter поместил эндинг Дзина на 73-е место в «Топе 200 эндингов в видеоиграх». PlayStation Universe включил соперничество Дзина и Хварана среди 5 лучших сопернических пар в Tekken Tag Tournament 2. WatchMojo поставил Дзина, наряду с Хэйхати, на 5-е место среди «лучших персонажей файтингов», а также назвал его «лучшим персонажем Tekken».